# Saint-Pierre-du-Regard
Saint-Pierre-du-Regard ist eine französische Gemeinde mit 1335 Einwohnern (Stand 1. Januar 2022) im Département Orne in der Region Normandie.

## Geografie
Der Ort Saint-Pierre-du-Regard liegt am Nordrand des Départements Orne. Das Gemeindegebiet wird vom Noireau und von der Vère durchflossen, die im äußersten Nordosten der Kommune in den Noireau mündet. Der Kernort geht direkt in den der benachbarten Kleinstadt Condé-sur-Noireau über, wobei der Noireau die Grenze bildet; dies stellt zugleich die Grenze zum Département Calvados dar. Wie große Teile der Region ist das Umland von der Landschaftsform Bocage und leicht hügligem Gelände geprägt. Neben dem Kernort befinden sich auf dem Gebiet zahlreiche Weiler.
Die Nachbargemeinden von Saint-Pierre-du-Regard sind Condé-sur-Noireau im Westen und Norden, Saint-Denis-de-Méré im Nordosten, Sainte-Honorine-la-Chardonne im Osten, Athis-de-l’Orne im Südosten und Montilly-sur-Noireau im Südwesten.

### Infrastruktur
Die direkt durch das Dorf verlaufende D20 stellt in südwestliche Richtung die Anbindung nach Athis-de-l’Orne her, während sie über Condé-sur-Noireau in westliche Richtung an die D512 nach Vire anschließt. Vom Nachbarort Condé aus bieten die D562 bzw. D962 in Nord-Süd-Richtung zudem eine überregionale Strecke hin zu den Städten Caen im Norden und Flers im Süden.

## Geschichte
Traditionell war das Hinterland der wesentliche Ansiedlungspunkt für die örtliche Landwirtschaft, wohingegen die Nahe am Condé und insbesondere an der Vère gelegene Zone eher industriell ausgerichtet war. Diese Aufteilung ist bis heute erhalten geblieben. 1944 litt die Gemeinde im Rahmen der Operation Overlord, die Teil des Zweiten Weltkriegs war, massiv unter Bombardements.
Der kurz zuvor als Haltepunkt an der Strecke von Caen nach Flers errichtete Bahnhof wurde am 11. Dezember 1880 offiziell als solcher anerkannt. Dort hielten sowohl Personen- als auch Güterverkehrszüge, bis der Betrieb für Passagiere im Mai 1970 eingestellt wurde. Im Dezember 1979 wurde auch der Betrieb für den Güterverkehr aufgegeben. Später wurde er in ein Museum mit alten Lokomotiven und Waggons umgewandelt.

## Bevölkerungsentwicklung
| Jahr      | 1962 | 1968 | 1975 | 1982 | 1990 | 1999 | 2011 |
| Einwohner | 1386 | 1565 | 1538 | 1515 | 1497 | 1274 | 1346 |

Während der Französischen Revolution lag die Einwohnerzahl 1793 bei 1047. In der nachfolgenden Zeit kam es zu einem starken Anwachsen bis auf den historischen Höchststand von 2210 Bewohnern im Jahr 1886. Dem folgte eine Phase des Bevölkerungsschwundes bis auf 1099 Menschen kurz nach dem Zweiten Weltkrieg. Danach erholte sich die Zahl leicht und verblieb bei Schwankungen auf einem Niveau von rund 1300 Einwohnern.

## Persönlichkeiten
- Émile Rimailho (1864–1954), französischer Artillerist und Ingenieur, gestorben in Pont-Érambourg
- Raymond Martin (* 1949), französischer Radsportler, geboren in Pont-Érambourg